# Real Torino Hockey Club
Le Real Torino Hockey Club est un club de hockey sur glace de Turin en Italie.

## Historique
Le club est créé en 2001. En 2008, il est promu en Serie A2.

## Palmarès
- Néant